# Tamanarte
Tamanarte (franska: Tamanarte (CR), Tamanarte (Commune Rurale), arabiska: قصبة سيدي عبد الله بن امبارك) är en kommun i Marocko.   Den ligger i provinsen Tata och regionen Souss-Massa, i den centrala delen av landet, 600 km söder om huvudstaden Rabat. Antalet invånare är 7 217.